# 亞歷山大·寇伯林
亞歷山大·寇伯林（Alexander Kobrin），1980年出生，是俄羅斯的鋼琴家。2005年6月，他贏得了范·克萊本國際鋼琴比賽金牌。他的獎品包括20,000美元的現金獎勵，光盤記錄，巡迴演唱會在美國和歐洲的專業管理，專業的服裝津貼、美國旅行補貼。

## 外部連結
- Fort Worth Star-Telegram Guide to the 12th Van Cliburn Competition - King of the Cliburn （页面存档备份，存于）
- Columbus State University Schwob School of Music Faculty Page
- Personal Website